# Cielo grande
Cielo grande es una serie de televisión por internet musical de romance y misterio infanto-juvenil argentina creada por Jorge Edelstein y producida por Non Stop para Netflix. La trama sigue a un grupo de amigos que intentarán salvar de la quiebra a un parque acuático especializado en wakeboard. Está protagonizada por Pilar Pascual, Abril Di Yorio, Víctor Varona, Guido Messina, Francisco Bass, Giulia Guerrini, Thaís Rippel, Luan Brum, Fernando Monzo, Juan Monzo, Agustín Pardella, Mariel Percossi, Byron Barbieri, Martín Tecchi y Débora Nishimoto.
La serie fue estrenada el 16 de febrero de 2022. Un día antes del estreno, se anunció la producción de la segunda temporada, que se estrenó el 30 de diciembre de 2022. El 17 de junio de 2023, Pilar Pascual confirmó en una transmisión en vivo que la serie no tendrá tercera temporada, ya que la historia se terminó de contar.

## Sinopsis
Un grupo de jóvenes trabaja para salvar un hotel llamado Cielo grande especializado en deportes acuáticos como el rafting  y perdido en el medio del delta argentino, donde una atleta mexicana buscará la verdad sobre su familia. En el camino la vida de esta chica, su entrenador y la de los chicos de cielo grande se entrelazaran creando un vínculo más poderoso que cualquier cosa, incluidos los romances y secretos.

## Elenco

### Principal
- Pilar Pascual como Stefania «Steffi» Navarro
- Abril Di Yorio como Luz Aguilar
- Víctor Varona como Antonio «Tony»
- Guido Messina como Julián
- Francisco Bass como Ron Navarro Lavalle
- Giulia Guerrini como Natasha Rossi
- Thaís Rippel como Natalia (temporada 1; recurrente, temporada 2)[7]
- Luan Brum como Carlos «Charlie» Santos
- Fernando Monzo como Él mismo
- Juan Monzo como Él mismo
- Agustín Pardella como Noda (temporada 1)
- Mariel Percossi como Matrix (temporada 1; invitada temporada 2) y Wonder (temporada 2)
- Byron Barbieri como Ian Navarro (temporada 1; recurrente, temporada 2)
- Martín Tecchi como Augusto Montero
- Débora Nishimoto como Irene (temporada 1)
- Jimena La Torre como Cynthia Aguilar (temporada 2; recurrente, temporada 1)
- Pasquale Di Nuzzo como Oliver (temporada 2)[8]
- Mirta Márquez como Leonor Campos (temporada 2)
- Carlos Contreras como Santiago  (temporada 2)
- Cristina Alberó como Rita (temporada 2)

### Invitados
- Juana Masse como Luz (pequeña) (temporada 1)
- Benjamín Otero como Julián (pequeño) (temporada 1)
- Juan Salinas como Ron Navarro (joven) (temporada 1)
- Camila Geringer como Cynthia Aguilar (joven) (temporada 1)
- Denise Cotton como Dra. Visero (temporada 1)
- Bárbara Pérez como ella misma (temporada 2)
- Martina San Felipe como Emily Aragón (temporada 2)
- Sofía Grimau como Ruth Márquez (temporada 2)

## Temporadas
| Temporada | Temporada | Episodios | Episodios | Lanzamiento original    | Lanzamiento original    |
| --------- | --------- | --------- | --------- | ----------------------- | ----------------------- |
|           | 1         | 11        | 11        | 16 de febrero de 2022   | 16 de febrero de 2022   |
|           | 2         | 8         | 8         | 30 de diciembre de 2022 | 30 de diciembre de 2022 |

### Primera temporada (2022)
| N.º en serie | N.º en temp. | Título                    | Dirigido por     | Escrito por                                                     | Fecha de lanzamiento original |
| ------------ | ------------ | ------------------------- | ---------------- | --------------------------------------------------------------- | ----------------------------- |
| 1            | 1            | «Un nuevo verano»         | Mauro Scandolari | Jorge Edelstein, Celeste Lambert, Paula Velayos y Clara Charrúa | 16 de febrero de 2022         |
| 2            | 2            | «Recuerdos de Sky Vibes»  | Mauro Scandolari | Jorge Edelstein, Celeste Lambert, Paula Velayos y Clara Charrúa | 16 de febrero de 2022         |
| 3            | 3            | «Friendzone»              | Mauro Scandolari | Jorge Edelstein, Celeste Lambert, Paula Velayos y Clara Charrúa | 16 de febrero de 2022         |
| 4            | 4            | «Una nueva competidora»   | Mauro Scandolari | Jorge Edelstein, Celeste Lambert, Paula Velayos y Clara Charrúa | 16 de febrero de 2022         |
| 5            | 5            | «¿Quién es esa chica?»    | Mauro Scandolari | Jorge Edelstein, Celeste Lambert, Paula Velayos y Clara Charrúa | 16 de febrero de 2022         |
| 6            | 6            | «Noche de citas»          | Mauro Scandolari | Jorge Edelstein, Celeste Lambert, Paula Velayos y Clara Charrúa | 16 de febrero de 2022         |
| 7            | 7            | «Problemas inesperados»   | Mauro Scandolari | Jorge Edelstein, Celeste Lambert, Paula Velayos y Clara Charrúa | 16 de febrero de 2022         |
| 8            | 8            | «Pájaro deja el nido»     | Mauro Scandolari | Jorge Edelstein, Celeste Lambert, Paula Velayos y Clara Charrúa | 16 de febrero de 2022         |
| 9            | 9            | «¿Verdad o consecuencia?» | Mauro Scandolari | Jorge Edelstein, Celeste Lambert, Paula Velayos y Clara Charrúa | 16 de febrero de 2022         |
| 10           | 10           | «¡Summer Crush!»          | Mauro Scandolari | Jorge Edelstein, Celeste Lambert, Paula Velayos y Clara Charrúa | 16 de febrero de 2022         |
| 11           | 11           | «Save Cielo»              | Mauro Scandolari | Jorge Edelstein, Celeste Lambert, Paula Velayos y Clara Charrúa | 16 de febrero de 2022         |

### Segunda temporada (2022)
| N.º en serie | N.º en temp. | Título                 | Dirigido por     | Escrito por                                                     | Fecha de lanzamiento original |
| ------------ | ------------ | ---------------------- | ---------------- | --------------------------------------------------------------- | ----------------------------- |
| 12           | 1            | «Nueva administración» | Mauro Scandolari | Jorge Edelstein, Celeste Lambert, Paula Velayos y Clara Charrúa | 30 de diciembre de 2022       |
| 13           | 2            | «El desafío»           | Mauro Scandolari | Jorge Edelstein, Celeste Lambert, Paula Velayos y Clara Charrúa | 30 de diciembre de 2022       |
| 14           | 3            | «Cambio de roles»      | Mauro Scandolari | Jorge Edelstein, Celeste Lambert, Paula Velayos y Clara Charrúa | 30 de diciembre de 2022       |
| 15           | 4            | «Cielo abierto»        | Mauro Scandolari | Jorge Edelstein, Celeste Lambert, Paula Velayos y Clara Charrúa | 30 de diciembre de 2022       |
| 16           | 5            | «¡Se va!»              | Mauro Scandolari | Jorge Edelstein, Celeste Lambert, Paula Velayos y Clara Charrúa | 30 de diciembre de 2022       |
| 17           | 6            | «A todo o nada»        | Mauro Scandolari | Jorge Edelstein, Celeste Lambert, Paula Velayos y Clara Charrúa | 30 de diciembre de 2022       |
| 18           | 7            | «¡Girls Jam!»          | Mauro Scandolari | Jorge Edelstein, Celeste Lambert, Paula Velayos y Clara Charrúa | 30 de diciembre de 2022       |
| 19           | 8            | «Ahora o nunca»        | Mauro Scandolari | Jorge Edelstein, Celeste Lambert, Paula Velayos y Clara Charrúa | 30 de diciembre de 2022       |

## Desarrollo

### Producción
En febrero del 2021, se informó que Netflix había encargado la realización de la serie musical juvenil Cielo grande creada por Jorge Edelstein, la cual contaría con Mauro Scandolari como el director y con Pablo Ferreiro como el productor. Asimismo, se anunció que la serie sería producida por la empresa Non Stop. A finales de febrero del 2021, se confirmó que, tras la fase de casting, el elenco principal estaría conformado por Pilar Pascual, Abril di Yorio, Víctor Varona, Thaís Rippel, Guido Messina, Luan Brum, Francisco Bass, Agustín Pardella, Fernando Monzo, Juan Monzo, Mariel Percossi, Giulia Guerrini y Débora Nishimoto En mayo de ese año, se informó la incorporación de Byron Barbieri al elenco principal.

### Rodaje
El rodaje de la serie comenzó a mediados de mayo del 2021 en la ciudad de Tigre en la provincia de Buenos Aires Las filmaciones concluyeron a mediados de julio del mismo año.

### Estreno
El primer teaser fue lanzado en enero de 2022, donde se anunció que el estreno de la serie se llevaría a cabo el 16 de febrero. Días después, el 19 de enero, fue lanzado el tráiler oficial. El 15 de febrero, el día antes del estreno, se anunció la producción de la segunda temporada de la serie.

## Banda sonora
El 16 de febrero de 2022, el día del lanzamiento de la primera temporada, Netflix lanzó el primer álbum de estudio de la serie, con 10 canciones. Contó con un sencillo lanzado el 28 de enero titulado Ahora.

### Lista de canciones
| N.º   | Título           | Intérprete(s) | Duración |  |
| 1.    | «Ahora»          | Cielo Grande  | 2:54     |  |
| 2.    | «Atrapado»       | Cielo Grande  | 3:04     |  |
| 3.    | «Qué Pena»       | Cielo Grande  | 2:47     |  |
| 4.    | «Cálida Belleza» | Cielo Grande  | 2:46     |  |
| 5.    | «Alto Suspiro»   | Cielo Grande  | 2:36     |  |
| 6.    | «Tu Mamá»        | Cielo Grande  | 3:36     |  |
| 7.    | «Sin Ti»         | Cielo Grande  | 2:31     |  |
| 8.    | «A Mil Pasos»    | Cielo Grande  | 2:16     |  |
| 9.    | «Friendzone»     | Cielo Grande  | 2:27     |  |
| 10.   | «Amor Urgente»   | Cielo Grande  | 3:11     |  |
| 28:14 |                  |               |          |  |

## Premios y nominaciones
| Lista de premios y nominaciones | Lista de premios y nominaciones | Lista de premios y nominaciones            | Lista de premios y nominaciones                       | Lista de premios y nominaciones | Lista de premios y nominaciones |
| Año                             | Organización                    | Categoría                                  | Nominado/a(s)                                         | Resultado                       | Ref(s)                          |
| ------------------------------- | ------------------------------- | ------------------------------------------ | ----------------------------------------------------- | ------------------------------- | ------------------------------- |
| 2022                            | Produ Awards                    | Mejor serie infantil juvenil               | Cielo grande                                          | Nominado                        | [ 19 ]                          |
| 2022                            | Produ Awards                    | Mejor tema musical de serie                | «Alto suspiro»                                        | Nominado                        | [ 19 ]                          |
| 2022                            | Produ Awards                    | Mejor actriz protagónica infanto / juvenil | Abril Di Yorio                                        | Nominada                        | [ 19 ]                          |
| 2022                            | Produ Awards                    | Mejor actriz protagónica infanto / juvenil | Pilar Pascual                                         | Nominada                        | [ 19 ]                          |
| 2022                            | Produ Awards                    | Mejor compositor musical                   | Jorge Edelstein, Federico Edelstein y Eduardo Blacher | Nominados                       | [ 19 ]                          |